# Che mme lassat' a fa
Che mme lassat' a fa è un singolo del cantautore italiano Tropico, pubblicato il 21 luglio 2023 come secondo estratto dall'album in studio Chiamami quando la magia finisce.

## Descrizione
In merito al brano Tropico ha dichiarato:

## Video musicale
Il video visual, diretto da Mirko Salciarini, è stato reso disponibile in concomitanza con il lancio del singolo attraverso il canale YouTube del cantautore.

## Tracce
Testi di Davide Petrella, musiche di Davide Petrella, Rosario Castagnola e Sarah Tartuffo.
1. Che mme lassat' a fa – 3:18